# Jan Berek (1900–1942)
Jan Berek (ur. 25 grudnia 1900 w Cisownicy, zm. 13 marca 1942 w obozie Sachsenhausen) – polski działacz społeczny, więzień obozu koncentracyjnego w Dachau.
Syn Jana i Anny z Puczków, w wieku czternastu lat musiał zacząć pracować w hucie w Trzyńcu. W latach 1918–1939 roku działał w Robotniczym Stowarzyszeniu Kulturalno-Oświatowym „Siła”. Po podziale Śląska Cieszyńskiego został zwolniony z pracy w hucie.
W Cisownicy założył koło „Siły”, dzięki niemu powstały też tamtejsza orkiestra dęta, chór, zespół teatralny i sekcja sportowa. Od 1923 roku prowadził gospodę w rodzinnej wsi; z czasem Gminna Gospoda stała się centrum życia kulturalnego Cisownicy. Berek przyczynił się także do wybudowania tamtejszej szkoły (budowę ukończoną w 1939 roku). Po wkroczeniu hitlerowców na Śląsk Cieszyński został pozbawiony domu i gospody. Aresztowany 12 kwietnia 1940 roku, przebywał w obozie w Dachau, później w Sachsenhausen, gdzie zginął.